# Arucas
Arucas ist die viertgrößte Gemeinde der Kanarischen Insel Gran Canaria. Sie hat 38.936 Einwohner (Stand: 2024) auf einer Fläche von 33,01 km².

## Geschichte
Der Name Arucas leitet sich wahrscheinlich von der prähispanischen Bezeichnung Arehucas oder Arehuc ab. Vor der Eroberung der Insel Gran Canaria durch die Spanier war Arucas ein Zentrum altkanarischen Lebens. Während der Eroberungskämpfe wurde der Ort 1478 weitgehend zerstört. 1481 n. Chr. wurde bei der Schlacht von Arucas der altkanarische König Doramas bei einem Zweikampf gegen den spanischen Heerführer Pedro de Vera getötet. Bald danach kam es zu einer Neugründung der Ansiedlung mit vorwiegend spanischen Siedlern.
Entscheidende Impulse für die Entwicklung waren zunächst die Einnahmen aus der Herstellung und Vermarktung des roten Farbstoffs der Cochenilleschildlaus. Zuckerrohranbau wurde in großem Umfang bis ca. 1920 betrieben. Mit dem Aufstieg der karibischen Zuckerrohrplantagen verlegte man sich vermehrt auf den Anbau von Bananen, dies war bis in die 1970er-Jahre eine der wichtigsten örtlichen Einnahmequellen. Inzwischen ist die Bananenanbaufläche um mehr als die Hälfte geschrumpft. Heute baut man vermehrt Gemüse, Früchte und Blumen an.

## Geographie
Arucas liegt westlich von Las Palmas de Gran Canaria. Nachbargemeinden sind Firgas und Moya im Westen und Teror im Südwesten.

## Sehenswürdigkeiten

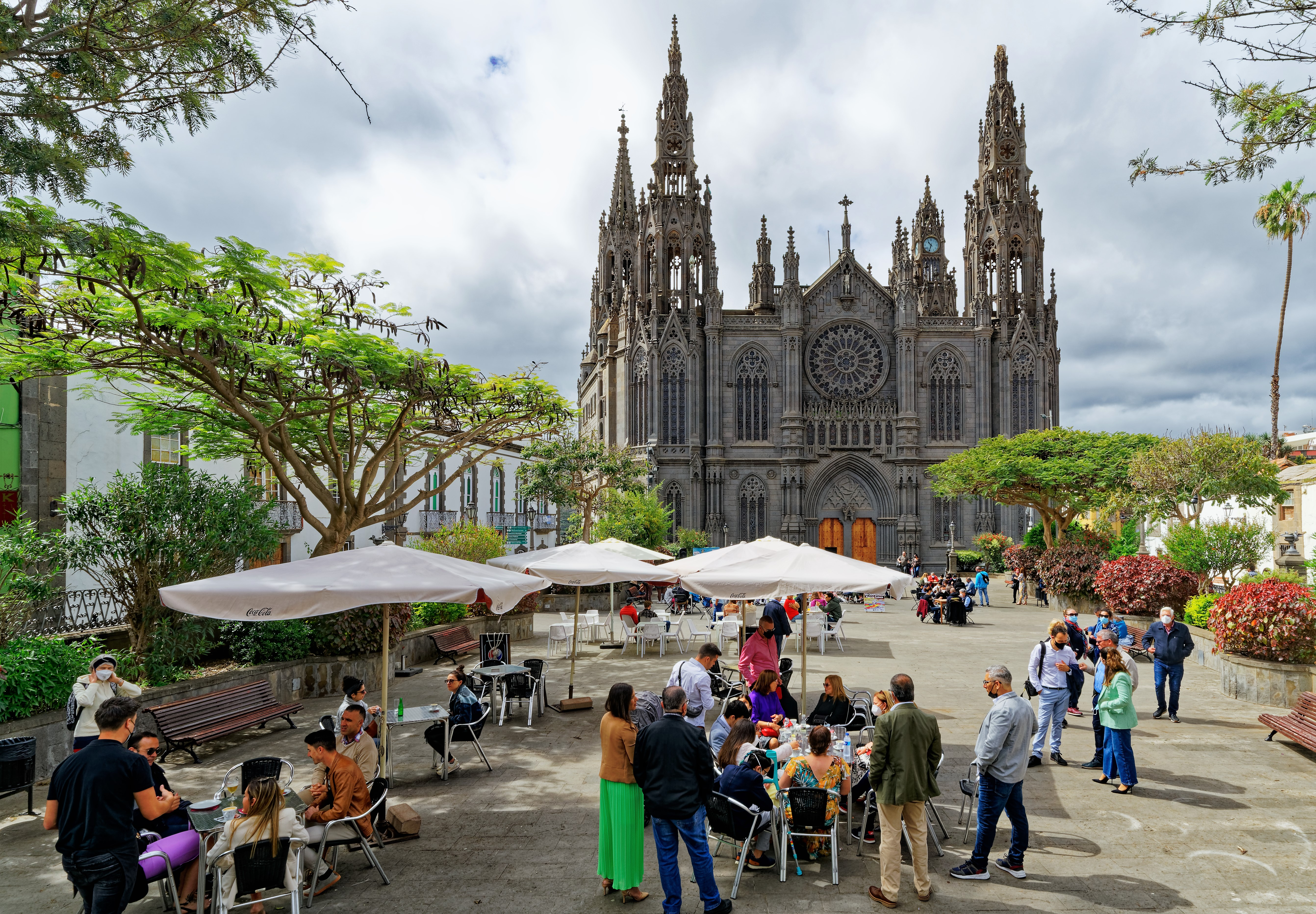
Kirche San Juan Bautista

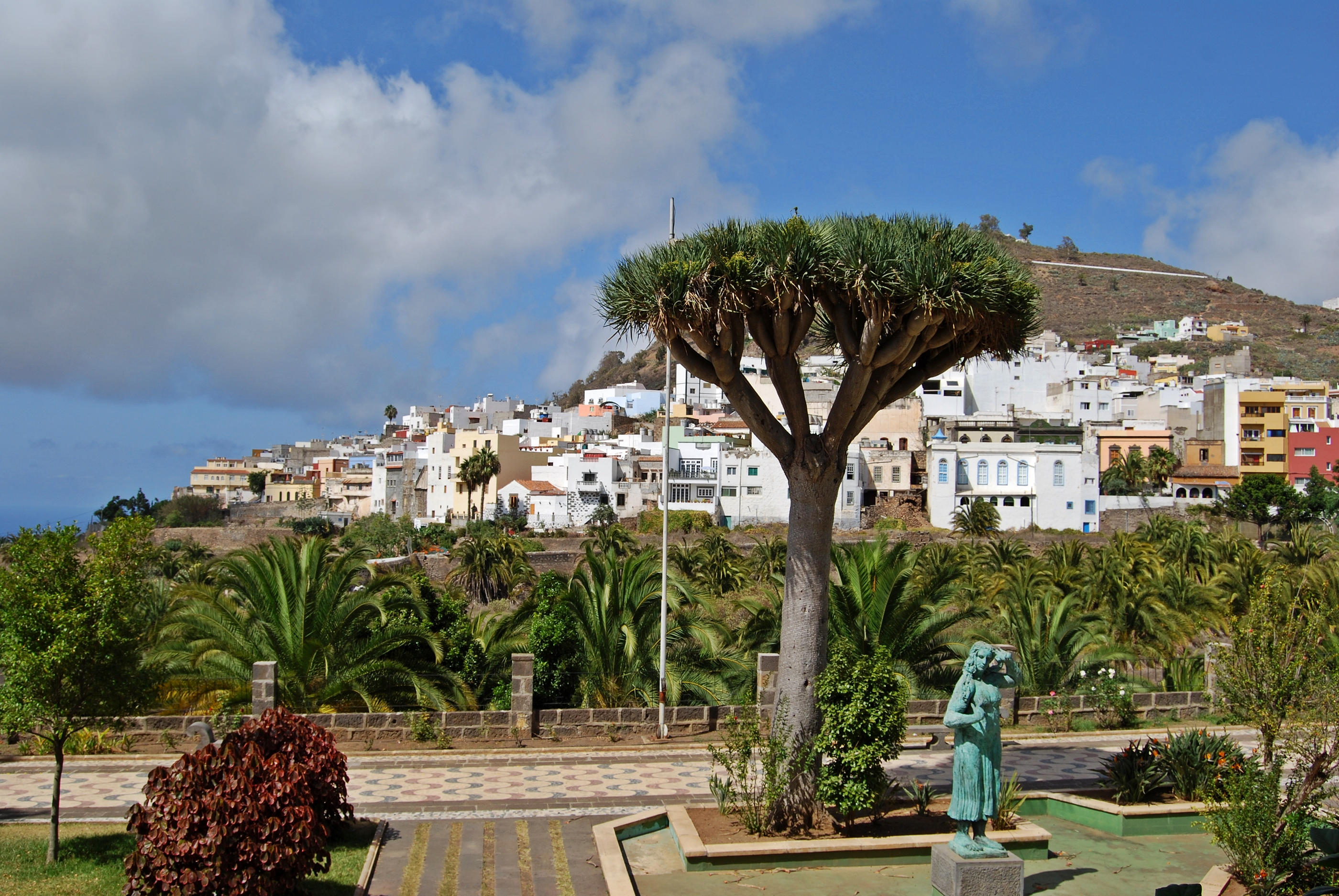
Parque Municipal de Arucas

Ein Sonntagmorgen in Arucas
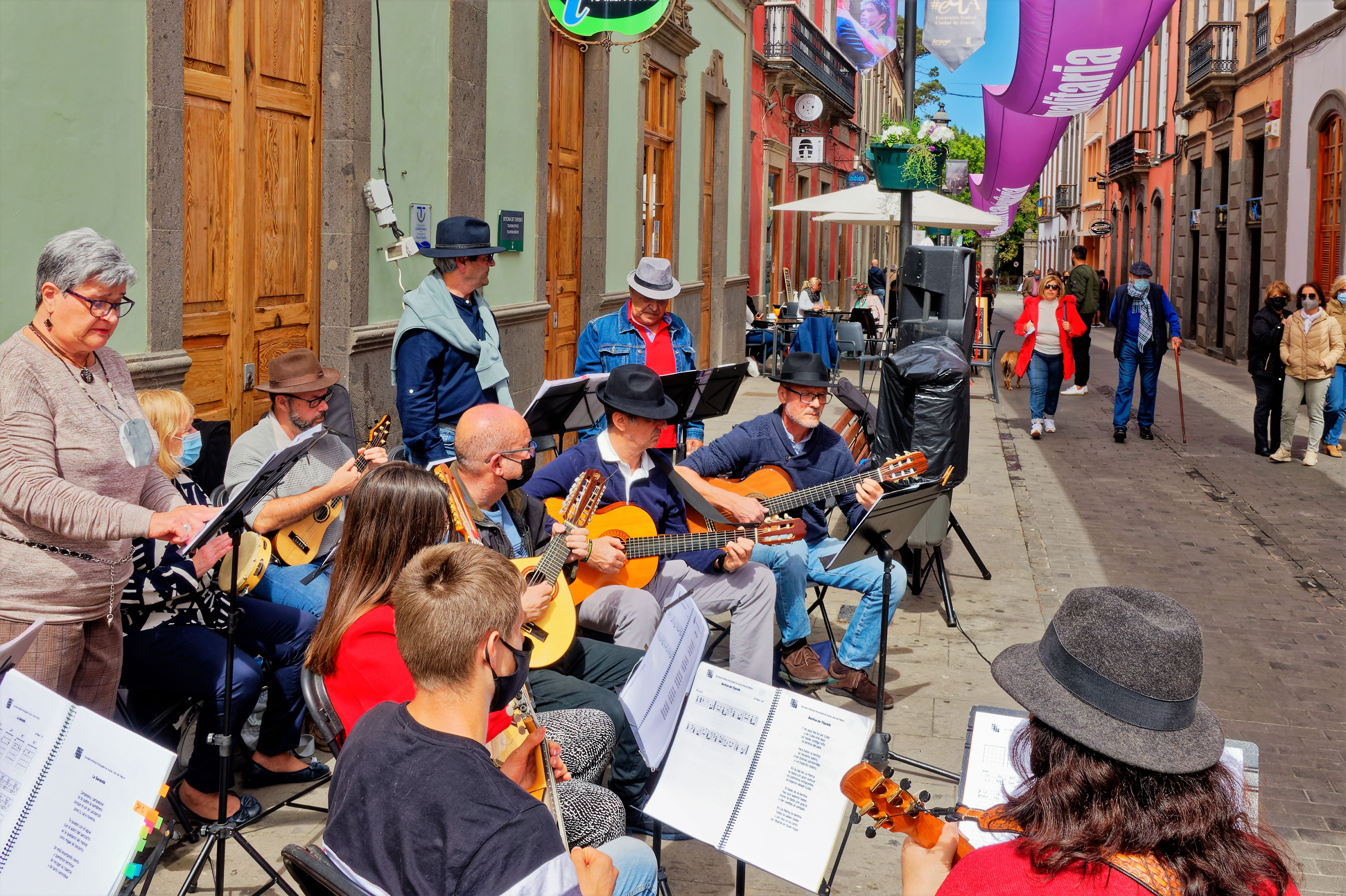
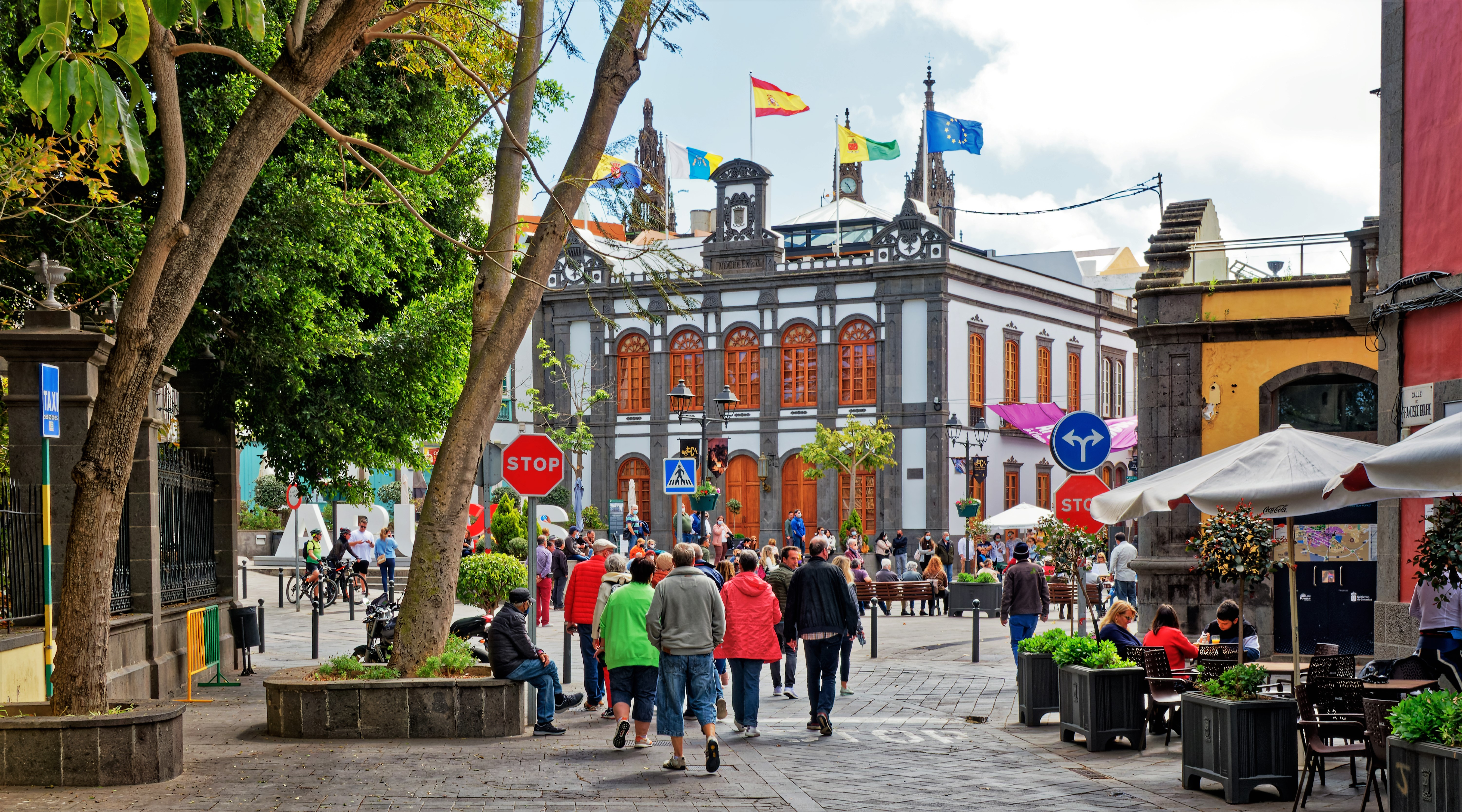
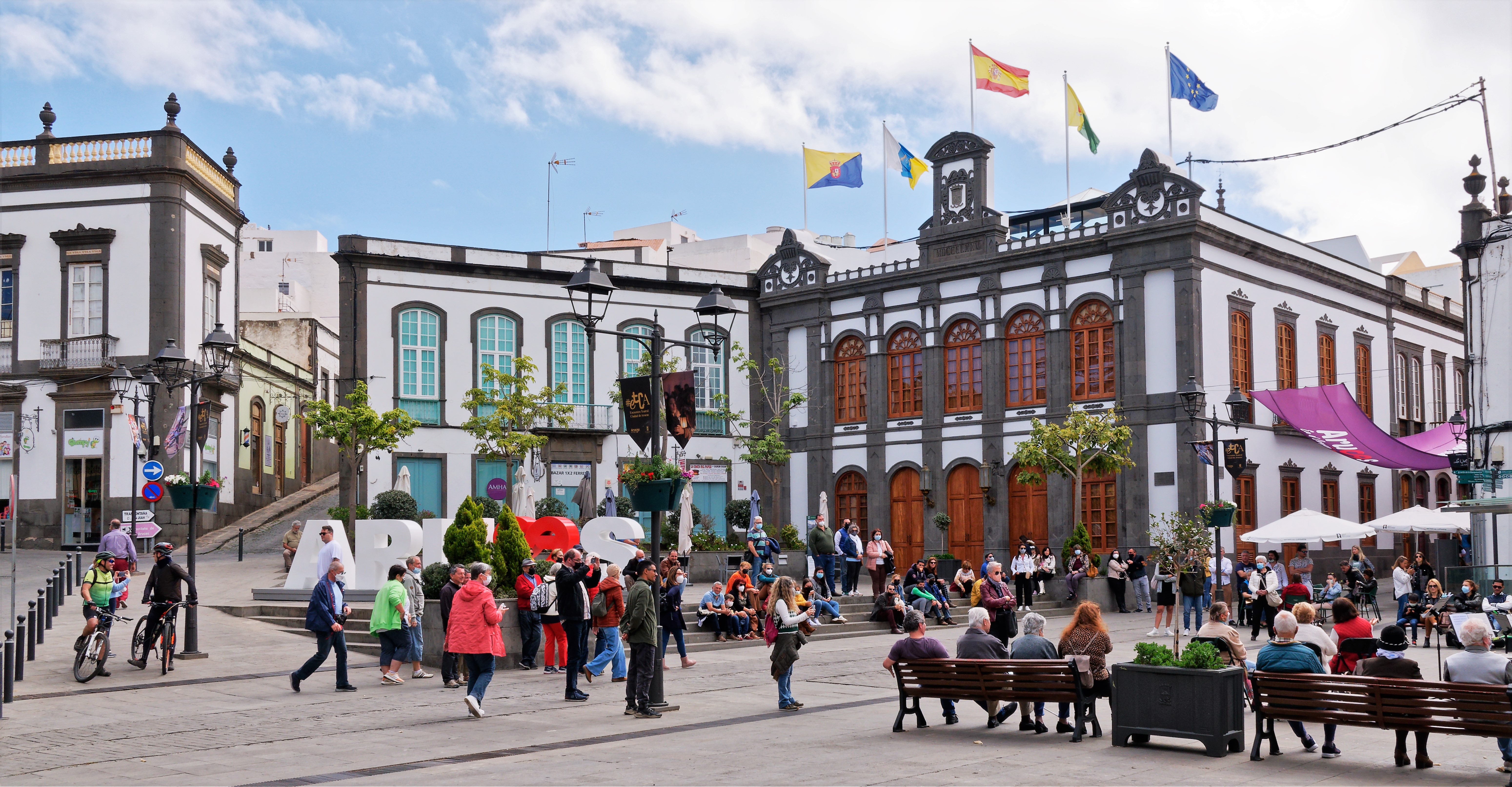
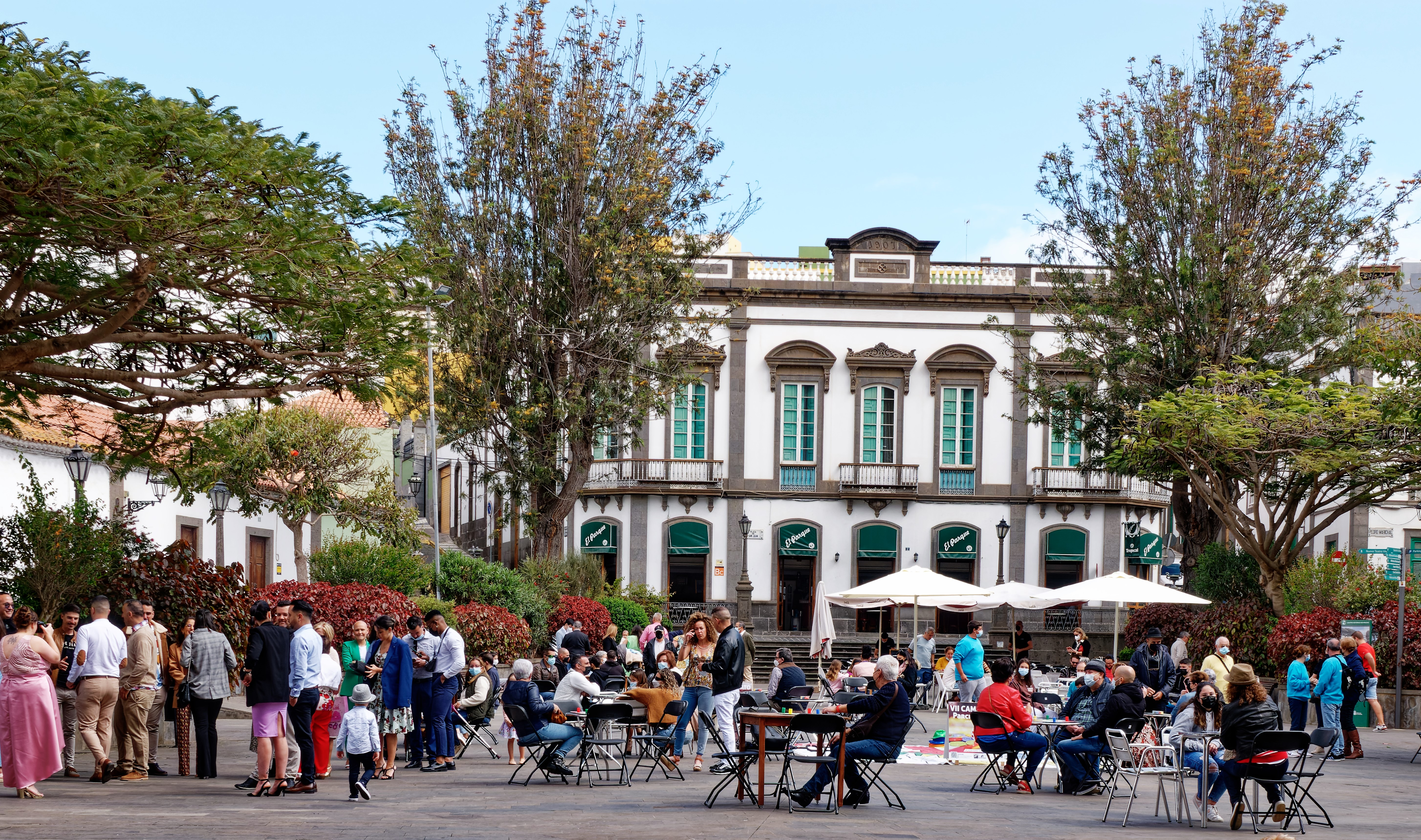
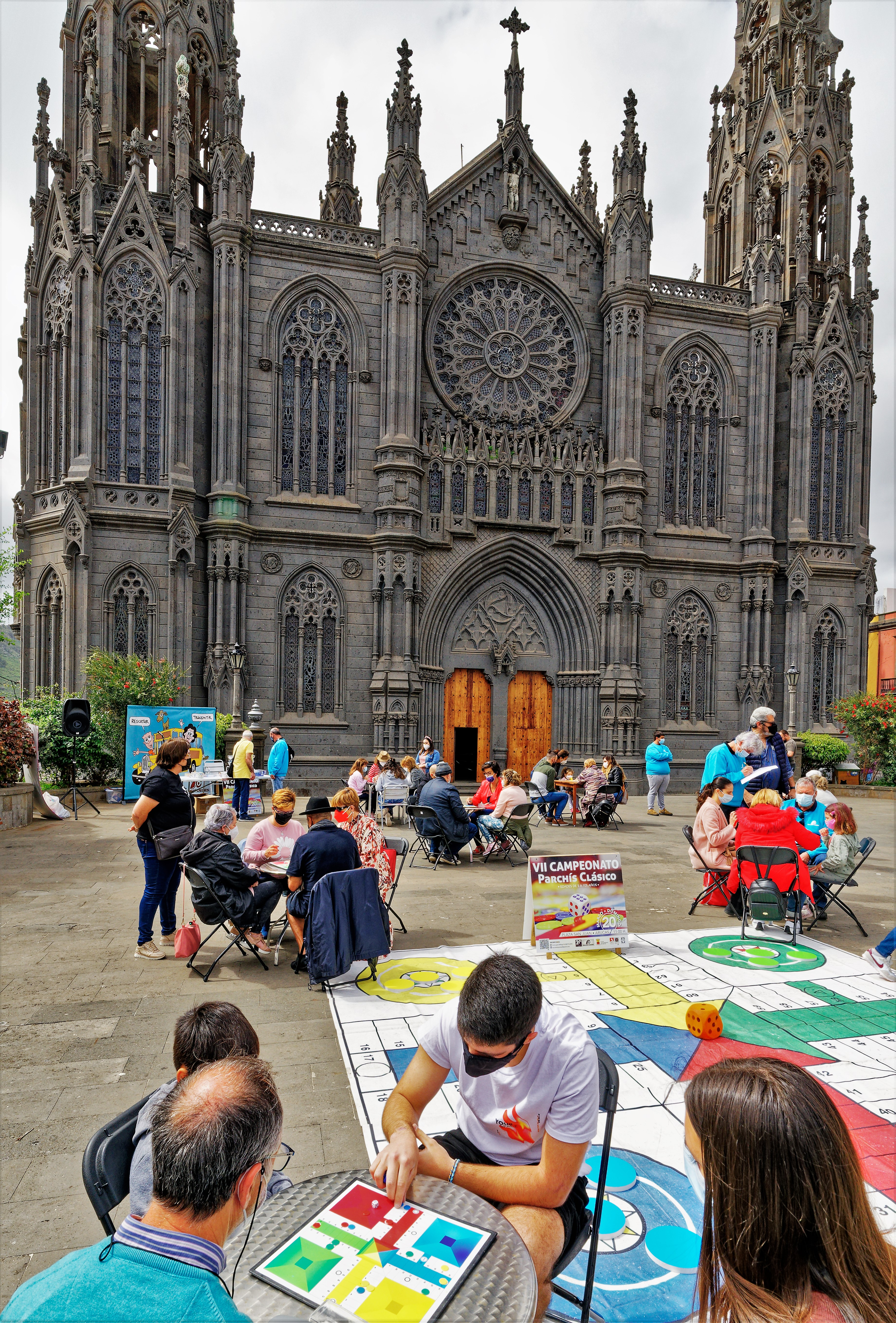

- Die Pfarrkirche San Juan Bautista (‚hl. Johannes der Täufer‘), das Wahrzeichen der Stadt, wurde 1909–1917 nach Plänen des katalanischen Architekten Manuel Vega y March im neugotischen Stil erbaut und wird oft fälschlich als Kathedrale bezeichnet, obgleich sie keine Bischofskirche ist. Das Baumaterial, der dunkle Aruca-Basalt (sehr langsam erkaltete Lava), ist sehr witterungsbeständig, wird noch von einigen Steinmetzen der Stadt verwendet und in örtlichen Steinbrüchen (canterías) gebrochen.
- Rumfabrik (Destilería Arehucas): Weithin bekannt ist die Rumfabrik (Destilería Arehucas) an der Straße Richtung Firgas. Besucher können sich in dem angegliederten Rummuseum im Rahmen einer Führung (Museo de Ron) über Produktion und Lagerung informieren. Einige ausgestellte Eichenfässer tragen die Autogramme berühmter Besucher, wie unter anderem des spanischen Königs, Plácido Domingos, Julio Iglesias’, Anatoli Karpows, Willy Brandts und Walter Scheels. Die Fabrik produziert auch Rum-Mixturen wie Bananen- oder Honigrum. Zuckerrohr wird allerdings nur noch in geringen Mengen hier angebaut, sondern kommt aus Spanien oder Übersee.
- Stadtpark (Parque Municipal): der Stadtpark ist, mit vielen kanarisch-endemischen und exotischen Pflanzen und Bäumen, eine weitere Attraktion des Ortes.
- Stadtmuseum: das kleine Stadtmuseum am Eingang des Stadtparks informiert über die Geschichte von Arucas.
- Kegelberg Montaña de Arucas: der vulkanische Kegelberg mit Restaurant bietet einen Blick bis nach Las Palmas.  - Die neugotische Innenausstattung der Kirche San Juan Bautista

Die neugotische Innenausstattung der Kirche San Juan Bautista
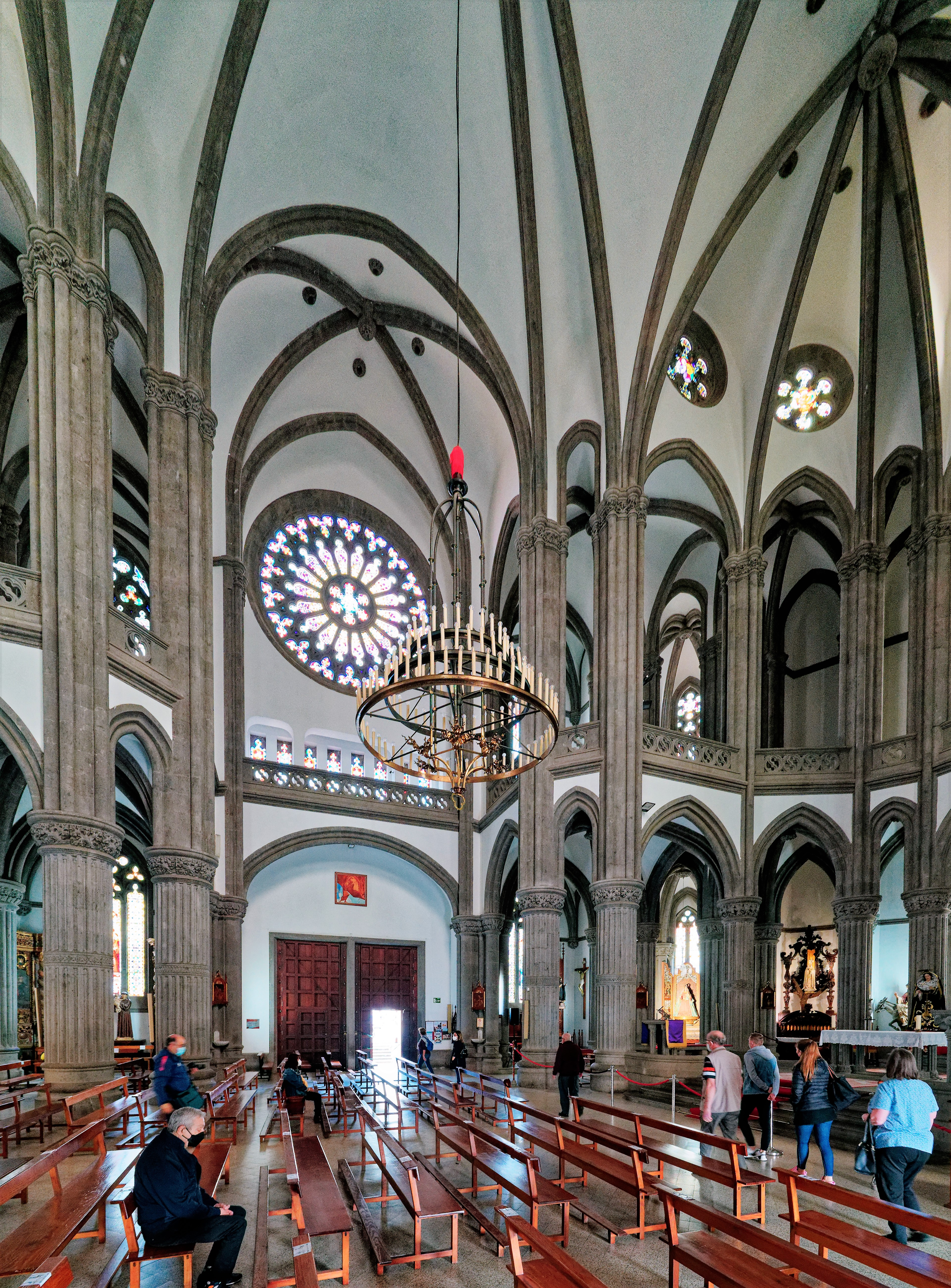
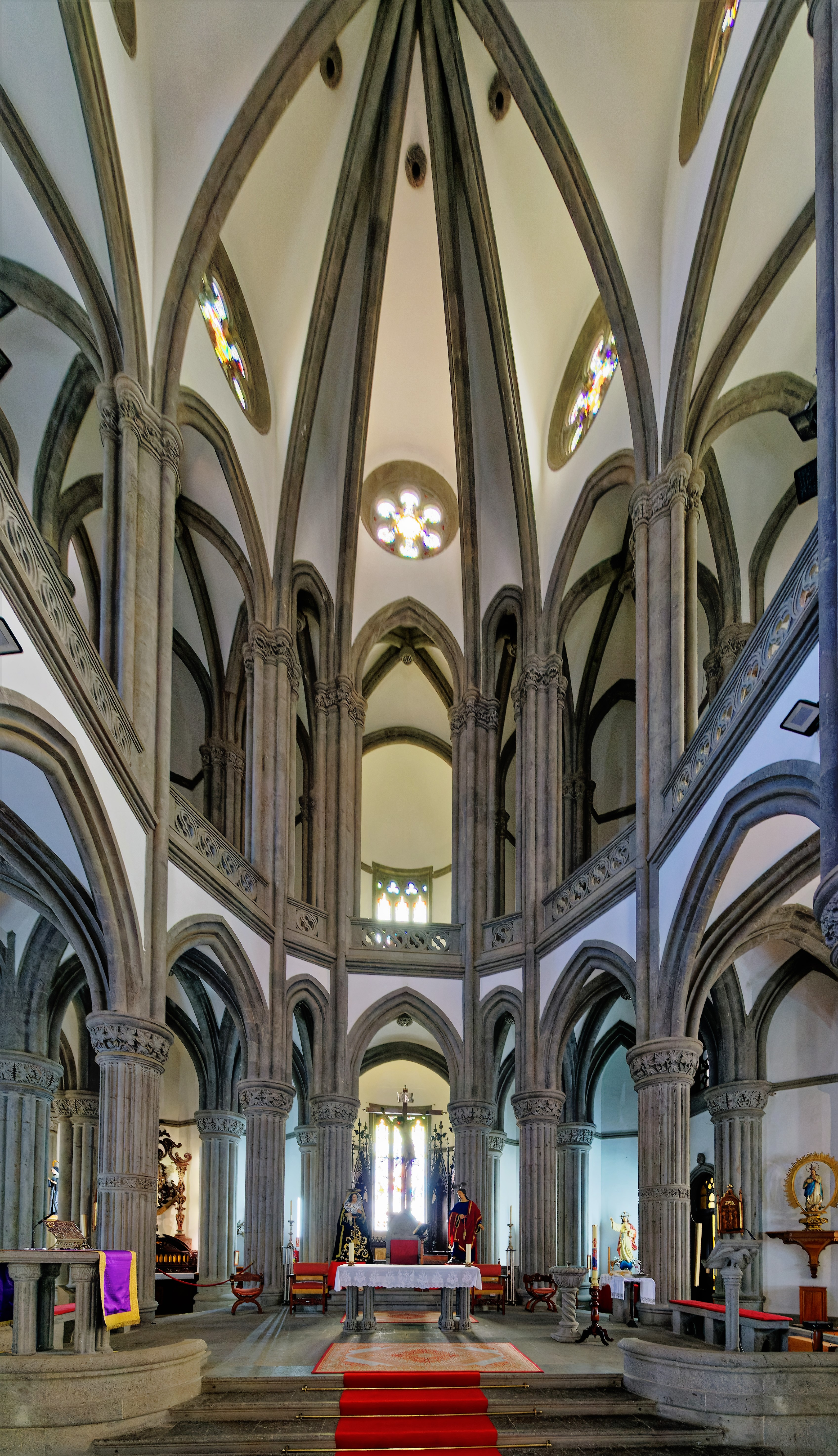
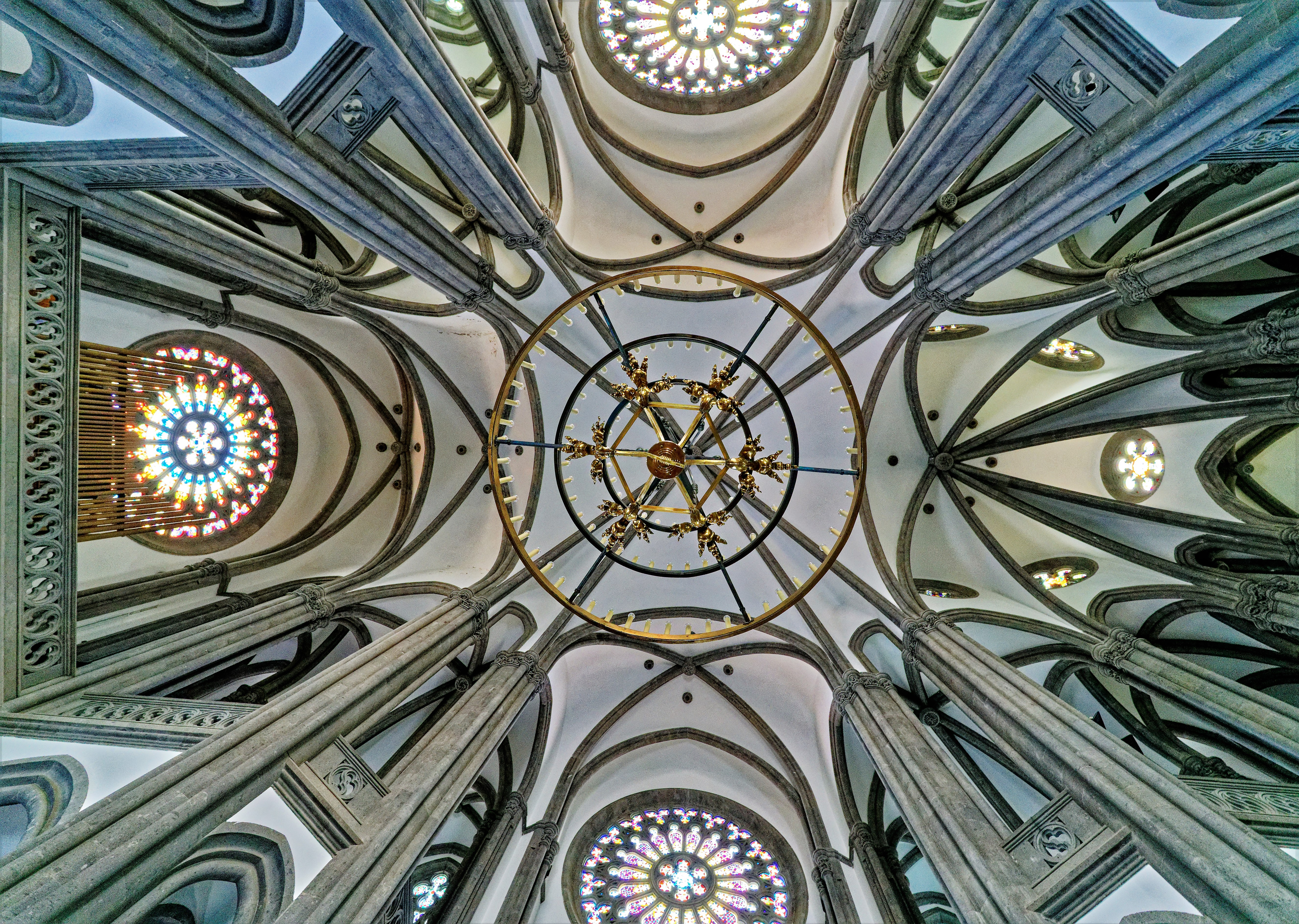
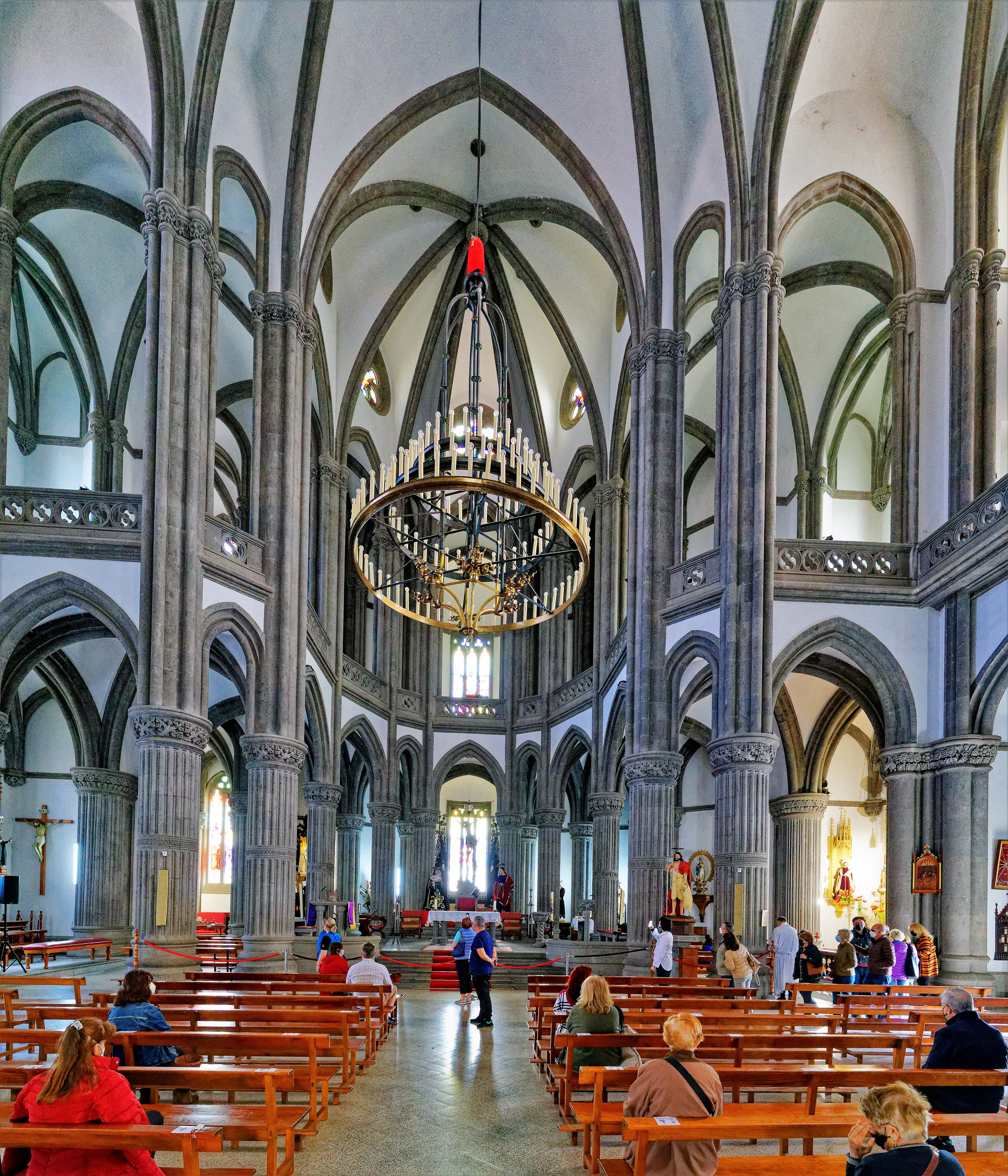
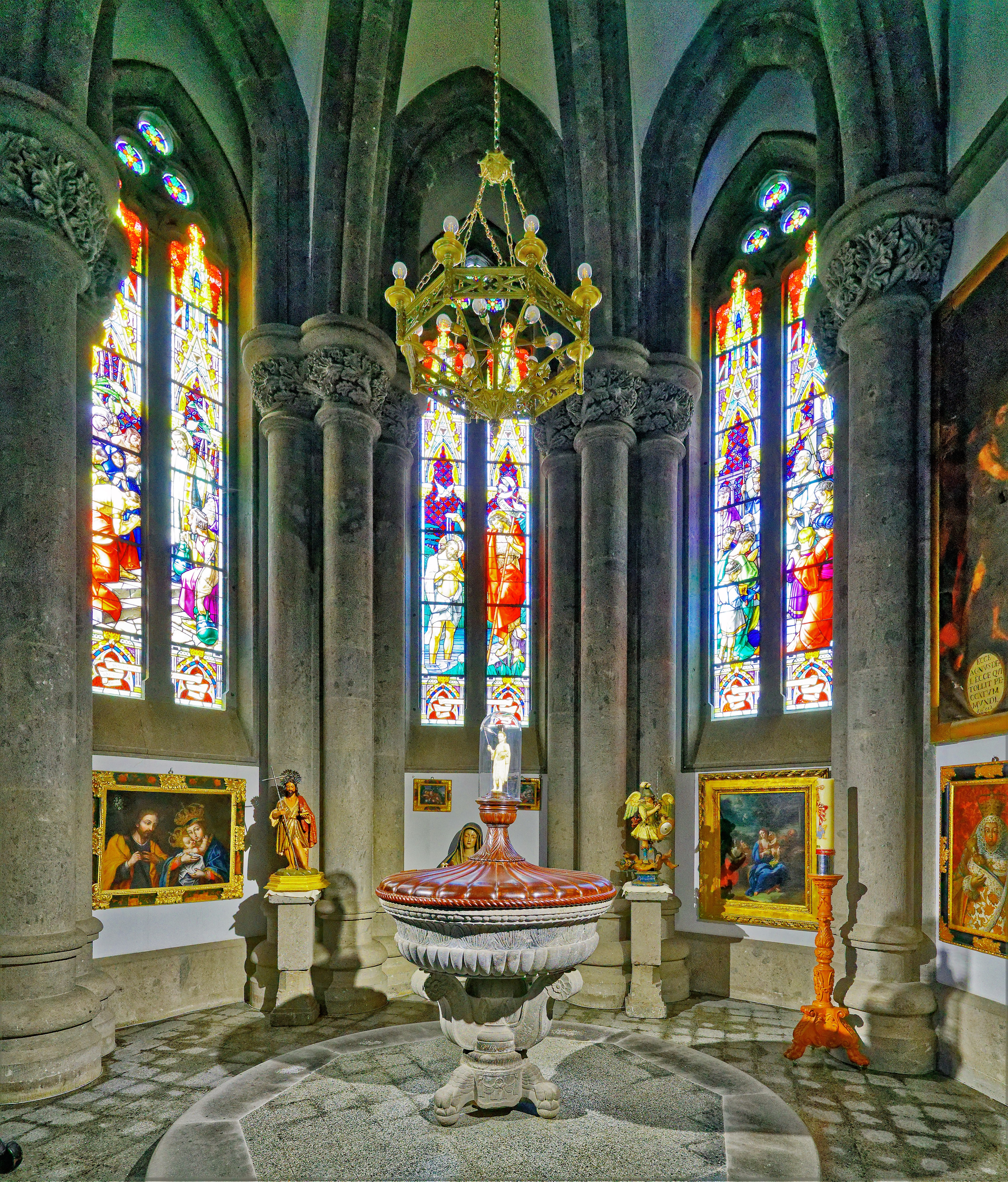

  - Ein Sonntagmorgen in Arucas

## Einwohnerentwicklung
| Jahr | Einwohner | Bevölkerungsdichte |
| ---- | --------- | ------------------ |
| 1991 | 26.974    | -                  |
| 1996 | 29.179    | -                  |
| 2001 | 32.466    | 983,8 Ew./km²      |
| 2003 | 33.419    | 1013,3 Ew./km²     |
| 2005 | 34.245    | 1037,4 Ew./km²     |
| 2007 | 35.280    | 1068,8 Ew./km²     |
| 2008 | 35.542    | 1076,7 Ew./km²     |
| 2009 | 36.259    | 1098,42 Ew./km²    |
| 2010 | 36.745    | 1113,15 Ew./km²    |
| 2021 | 38.535    | 1131,99 Ew./km²    |